# Stefano Sanvitale
Stefano Sanvitale (Parma, 17 marzo 1764 – Parma, 10 agosto 1838) è stato un politico e filantropo italiano.

## Biografia

Stemma Sanvitale

Nacque dal conte Alessandro e dalla marchesa Costanza Scotti di Montalbo.
All'età di 20 anni si arruolò con le Guardie del duca Ferdinando di Borbone e fu nominato gentiluomo di Camera. Viaggiò per due anni in Italia, e al ritorno a Parma fu nominato socio dell'Accademia filarmonica. Nel 1787 sposò la principessa Luigia Gonzaga, figlia di Giovanni Gonzaga di Luzzara. Nel 1788 diventò socio dell'Accademia di Belle Arti, che nel 1802 lo nominò accademico consigliere con diritto di voto. Nel 1803 venne nominato generale di brigata dalla regina d'Etruria Maria Luisa.
Di animo generoso, si adoperò per aiutare le classi disagiate. Nel 1801 fondò a Fontanellato la scuola delle Figlie della Carità e la scuola di Santo Stefano, dove i giovani venivano educati e avviati a un mestiere. L'anno successivo fondò sempre a Fontanellato la Scuola di Musica strumentale, con maestro il colornese Francesco Paglia. Dal conservatorio di Fontanellato, come era comunemente chiamato, uscirono molti artisti, che acquistarono fama come strumentisti e professori d'orchestra.
In gennaio del 1806 fu nominato podestà di Parma. Nel 1813 fu presidente della Deputazione del municipio parmense inviata a Napoleone Bonaparte. Nel 1815 la duchessa Maria Luigia lo elesse gran ciambellano di corte, nel 1816 consigliere intimo e senatore di Gran Croce dell'ordine costantiniano di San Giorgio. Fu quindi tra i collaboratori, come anche il nobile di origine forlivese Vittorio Paolucci de Calboli, del governo di Adam Albert von Neipperg. Fu presidente della Società economico agraria di Parma (1805), direttore dell'ospizio di mendicità di Borgo San Donnino (1808) e presidente del Cantone di Fontanellato (1810 e 1813). Il 7 gennaio 1814 fu nominato barone dell'impero. Socio di molte accademie, si adoperò per la fondazione di un istituto per mendicanti.
Stefano Sanvitale era anche un grande appassionato di scienze naturali e di botanica, che studiò sotto l'insegnamento di Giambattista Guatteri. Raccolse una ricchissima collezione di minerali, insetti e conchiglie. Le sue ricerche in campo botanico lo portarono a introdurre a Parma piante fino ad allora inesistenti, come il cotone e il caffè. Promosse l'allevamento delle pecore e delle vacche di razza svizzera e l'estrazione dello zucchero dalle barbabietole. Si interessò alla produzione di carte speciali e individuò nel torrente Fabiola, per conto di Paolo Toschi, un tipo di pietra adatta per la litografia.
Ebbe ospiti nel Palazzo Sanvitale di Parma molti personaggi illustri, tra cui papa Pio VII e Napoleone Bonaparte.

## Discendenza
Stefano e Luigia ebbero sette figli:
- Isabella, sposò Giuseppe Simonetta
- Giovanni
- Costanza
- Luigi (1799-1876), sindaco di Parma, senatore del Regno di Sardegna e marito di Albertina di Montenuovo, figlia della Duchessa di Parma Maria Luigia d'Austria e del Conte Neipperg
- Teresa
- Amalia, sposò Angelo Pettorelli
- Luigia, sposò Lodovico Dalla Rosa Prati